# Llista d'obres de Donatello

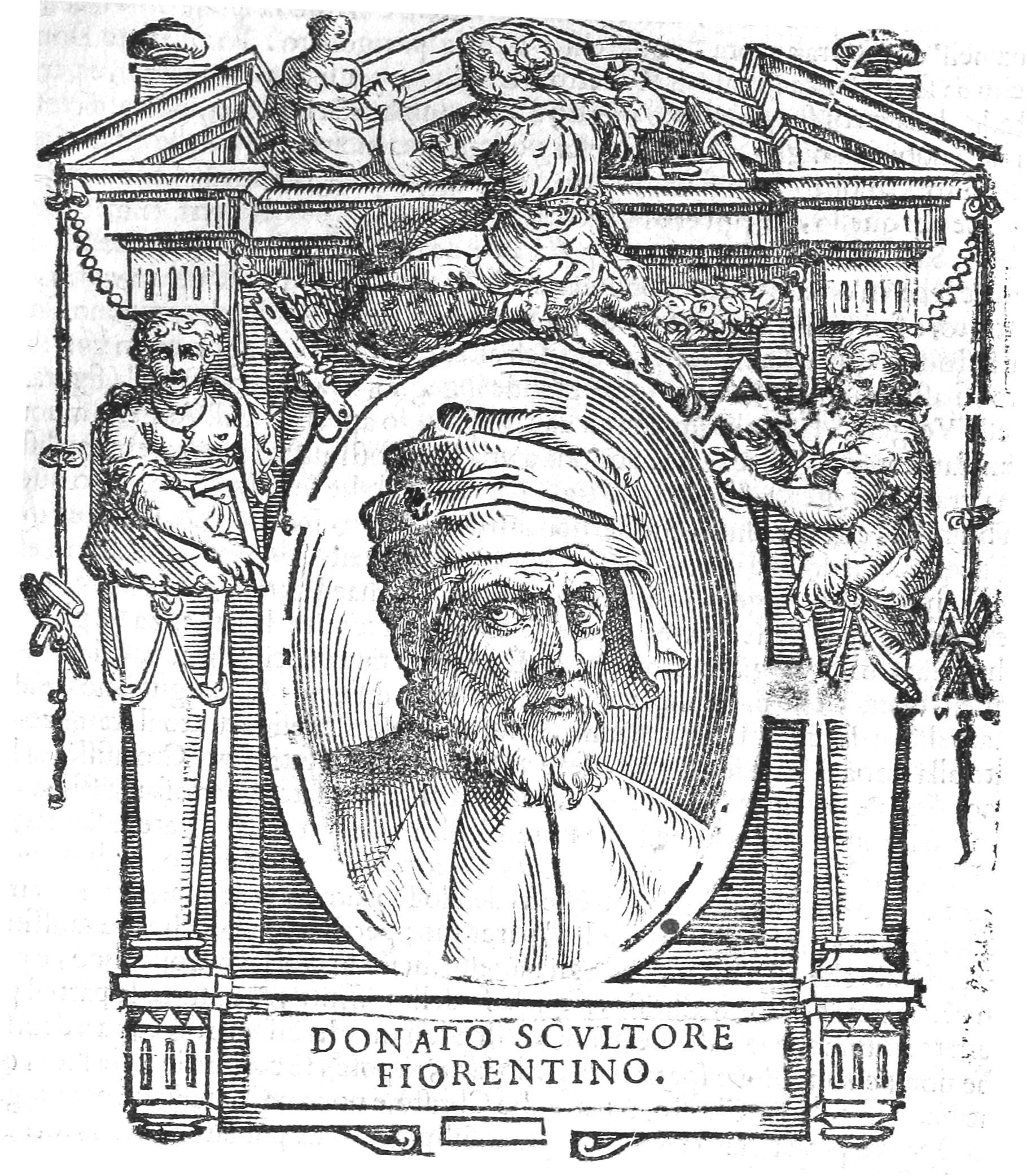
Retrat de Donatello a Le Vite de Vasari

Aquesta és la llista d'obres de Donato di Niccolò di Betto Bardi o Donatello (Florència, c. 1386 - Florència, 13 de desembre de 1466) va ser un famós artista i escultor italià de principis del Renaixement.
Va treballar tots els materials, el bronze que va aprendre amb Ghiberti, el marbre amb el qual va experimentar en les obres de la catedral de Santa Maria del Fiore, va afaiçonar escultures en fusta i en terracota i va utilitzar la tècnica romana del mosaic com a complement a les seves obres. Es va inspirar a l'antiguitat clàssica per a les seves primeres escultures, en el nu, el retrat o el monument eqüestre. Va ser innovador a l'art del relleu aplanat anomenat stiacciato, amb el qual va representar la perspectiva lineal en un mínim espai.

## Escultura exenta
| Títol                                    | Any                   | Localització                                                   | Material                       | Dimensions                                                               | Imatge                                                                    |
| ---------------------------------------- | --------------------- | -------------------------------------------------------------- | ------------------------------ | ------------------------------------------------------------------------ | ------------------------------------------------------------------------- |
| Petit profeta                            | 1406-1410             | Museu dell'Opera del Duomo (Florència)                         | Marbre                         | 128 cm d'altura                                                          | Petit profeta                                                             |
| Crucifix de la Santa Creu                | 1406-1408             | Basílica de la Santa Creu (Florència)                          | Fusta policromada              | 168 x 173 cm                                                             | Crucifix de la Santa Creu                                                 |
| David de marbre                          | 1408-1409             | Museu Nazionale del Bargello (Florència)                       | Marbre                         | 191 x 57,5 x 32 cm                                                       | David de marbre                                                           |
| San Joan Evangelista                     | 1408-1415             | Museu dell'Opera del Duomo (Florència)                         | Marbre                         | 210 x 88 x54 cm                                                          | Sant Joan Evangelista                                                     |
| Sant Marc                                | 1411-1414             | Orsanmichele (Florència)                                       | Marbre                         | 236 x 74 cm                                                              | Sant Marc                                                                 |
| Sant Jordi                               | 1415-1417             | Museu Nazionale del Bargello (Florència)                       | Marbre                         | 209 x 97 cm                                                              | Sant Jordi                                                                |
| Sant Lluís de Tolosa                     | 1422-1425             | Museu de la Basílica de la Santa Creu Florència                | Bronze daurat                  | 226 x 85 cm                                                              | Sant Lluís de Tolosa                                                      |
| Marzocco                                 | 1419-1420             | Museu Nazionale del Bargello (Florència)                       | Pedra grisa                    | 135,5 x 38 x60 cm                                                        | Rèplica del Marzocco a la piazza della Signoria                           |
| Profeta pensatiu                         | 1415-1418             | Museu dell'Opera del Duomo (Florència)                         | Marbre                         | 193 x 64 x 44 cm                                                         | Profeta pensatiu                                                          |
| Profeta imberbe                          | 1415-1418             | Museu dell'Opera del Duomo (Florència)                         | Marbre                         | 190 x 64 x 63 cm                                                         | Profeta imberbe                                                           |
| Sacrifici d'Isaac                        | 1421                  | Museu dell'Opera del Duomo (Florència)                         | Marbre                         | 188 x 56 cm                                                              | Sacrifici d'Isaac                                                         |
| Profeta Habacuc                          | 1423-1426 o 1426-1435 | Museu dell'Opera del Duomo (Florència)                         | Marbre                         | 195 x 54 x 38 cm                                                         | Profeta Habacuc                                                           |
| Profeta Jeremies                         | 1423/27 o 1435        | Museu dell'Opera del Duomo (Florència)                         | Marbre                         | 191 x 45 x 45 cm                                                         | Copia del Jeremies                                                        |
| Amoret dansaire                          | 1423-1427             | Museu del Bargello (Florència)                                 | Bronze                         | 37,80 cm d'altura                                                        | Amoret dansaire                                                           |
| Reliquiari de Sant Rossore               | c.1424-1427           | Museu nacional de San Matteo (Pisa)                            | Bronze daurat                  | 56 x 60,5 cm                                                             | Reliquiari de Sant Rossore                                                |
| La Fe                                    | c.1427-1429           | Baptisteri de Sant Joan (Siena)                                | Bronze daurat                  | 52 cm                                                                    | La Fe                                                                     |
| L'Esperança                              | c.1427-1429           | Baptisteri de Sant Joan (Siena)                                | Bronze daurat                  | 52 cm                                                                    | L'Esperança                                                               |
| Tomba de l'antipapa Joan XXIII           | 1425-1427             | Baptisteri de Santa Maria del Fiore (Florència)                | Marbre y bronze                | 713 x 200 x 213 cm                                                       | Tomba de l'antipapa Joan XXIII                                            |
| Sepulcre del cardenal Rainaldo Brancacci | C. 1426-1428          | Sant'Angelo a Nilo (Nàpols)                                    | Mabre amb policromia y daurats | 1160 x 460 cm                                                            | Sepulcre del cardenal Rainaldo Brancacci                                  |
| Tabernacle del Sant Sagrament            | c. 1432               | Museu del Tresor basílica de Sant Pere del Vaticà              | Marbre                         | 225 x 120 cm                                                             | Tabernacle del Sant Sagrament                                             |
| Retrat de Niccolò da Uzzano              | c.1432                | Museu del Bargello (Florència)                                 | Terracota pintada              | 46 x 44 cm                                                               | Retrat de Niccolò da Uzzano                                               |
| Púlpit exterior a la catedral de Prato   | 1434-1438 (Relleus)   | Museu dell'Opera del Duomo ([[Prato (municipi toscà)\|Prato]]) | Marbre i mosaic                | Un relleu: 73,5 x 79 cm                                                  | Detall d'un relleu al púlpit de Prato                                     |
| Cantoria                                 | 1433-1438             | Museu dell'Opera del Duomo (Florència)                         | Marbre                         | 348 x 570 cm                                                             | Cantoria                                                                  |
| Putti porta canelobres                   | 1434-1439             | Museu Jacquemart-André (París)                                 | Bronze                         | 67,5 i 57.40 cm d'altura                                                 | Putti porta canelobres de Donatello · Putti porta canelobres de Donatello |
| Anunciació Cavalcanti                    | c.1435                | Santa Croce (Florència)                                        | Pedra grisa                    | 218 x 168 cm                                                             | Anunciació Cavalcanti                                                     |
| Sant Joan Baptista de fusta              | 1438                  | Santa Maria Gloriosa dei Frari (Venecia)                       | Fusta policromada              | 141 x 42 x 27 cm                                                         | Sant JOan Baptista de fusta                                               |
| David                                    | c.1440                | Museu del Bargello (Florència)                                 | Bronze                         | 158 cm                                                                   | David (Donatello)                                                         |
| Atis-Amor                                | 1440-1443             | Museu del Bargello (Florència)                                 | Bronze daurat                  | 104 cm                                                                   | Atis-Amor                                                                 |
| Bust de jove amb camafeu                 | c.1443                | Museu del Bargello (Florència)                                 | Bronze                         | 42 x 42 cm                                                               |                                                                           |
| Crucifix de bronze                       | c. 1444               | Basílica de Sant Antoni de Pàdua                               | Bronze                         | 180 x 166 cm                                                             | Còpia del Museu Pushkin de Moscú                                          |
| Estàtua eqüestre de Gattamelata          | 1453                  | Plaça de la Basílica de Sant Antoni de Pàdua                   | Bronze, marbre i pedra         | 340 x 390 cm, i es recolza sobre un sòcol de base de 7,80 x 4,10 metres. | Estàtua eqüestre de Gattamelata                                           |
| Maria Magdalena penitent                 | 1453-1455             | Museu dell'Opera del Duomo (Florència)                         | Fusta policromada              | 188 cm                                                                   | Maria Magdalena penitent                                                  |
| Judit i Holofernes                       | 1453-1457             | Palazzo Vecchio (Florència)                                    | Bronze                         | 236 cm d'altura                                                          | Judit i Holofernes                                                        |
| Sant Joan Baptista de bronze             | 1455-1457             | Catedral de Siena                                              | Bronze                         | 181 cm                                                                   |                                                                           |
| Púlpit de la Resurrecció                 | c. 1460               | Basílica de San Lorenzo (Florència)                            | Bronze                         | 123 x 292 cm                                                             | Púlpit de la Resurrecció                                                  |
| Púlpit de la Passió                      | c. 1460               | Basílica de San Lorenzo (Florència)                            | Bronze                         | 137 x 280 cm                                                             | Púlpit de la Passió                                                       |

## Relleus escultòrics
| Títol                             | Any              | Localització                                   | Material         | Dimensions          | Imatge                            |
| --------------------------------- | ---------------- | ---------------------------------------------- | ---------------- | ------------------- | --------------------------------- |
| Creació d'Eva                     | 1405-1407 o 1410 | Museu dell'Opera del Duomo (Florència)         | Terracota        | 34,5 x 34,5 cm      | Creació d'Eva                     |
| Sant Jordi allibera la princesa   | c. 1417          | Museu Nazionale del Bargello (Florència)       | Marbre           | 129 x 39 cm         | Sant Jordi allibera la princesa   |
| Banquet d'Herodes de bronze       | 1423-1427        | Baptisteri de Sant Joan a la catedral de Siena | Bronze           | 60 x 60 cm          | Banquet d'Herodes de bronze       |
| Lauda sepulcral de Giovanni Pecci | c. 1426          | Catedral de Siena                              | Bronze           | 247 x 88 cm         | Lauda sepulcral de Giovanni Pecci |
| Madonna Pazzi                     | 1425-1430        | Staatliche Museen (Berlín)                     | Marbre           | 74,5 x 69,5 cm      | Madonna Pazzi                     |
| Lliurament de claus a Sant Pere   | c.1425-1430      | Victoria and Albert Museum (Londres)           | Marbre           | 41 x 114 cm         | Lliurament de claus a Sant Pere   |
| Assumpció de la Mare de Déu       | 1426-1428        | Sant'Angelo a Nilo (Nàpols)                    | Marbre           | 53,5 x 78 cm        | Assumpció de la Mare de Déu       |
| Banquet d'Herodes de marbre       | c.1435           | Museu de Belles Arts (Lilla)                   | Marbre           | 43,5 x 65 cm        | Banquet d'Herodes de marbre       |
| Sant Esteve y Sant Llorenç        | c.1434-1443      | Basílica de San Lorenzo (Florència)            | Estuc policromat | 215 x 180 cm        | Sant Esteve i Sant Llorenç        |
| Sant Cosme i Sant Damià           | c.1434-1443      | Basílica de San Lorenzo (Florència)            | Estuc policromat | 215 x 180 cm        | Sant Cosme i Sant Damià           |
| Crucifixió Mèdici                 | c. 1455          | Museu del Bargello (Florència)                 | Bronze daurat    | 97 x 73 cm          | Crucifixió Mèdici                 |
| Madonna de Chellini               | c. 1456          | Victoria and Albert Museum (Londres)           | Bronze           | 28,5 cm de diàmetre | Madonna de Chellini               |
| Lamentació per Crist mort         | c. 1460          | Victoria and Albert Museum (Londres)           | Bronze           | 33,5 x 41,5 cm      | Lamentació per Crist mort         |